# Carl Bouckaert
Carl Bouckaert (Waregem, 19 april 1954) is een Belgische zakenman en eventingruiter. 

## Levensloop
Hij nam tweemaal deel aan de Olympische Spelen. Bouckaert woont in de VS en is eigenaar van de Bouckaert Farm waar in 2013 de eerste editie van TomorrowWorld, de internationale versie van het dancefestival Tomorrowland, plaatsvond. 
Hij is tevens de eigenaar van het textielbedrijf "Beaulieu of America" (het derde grootste tapijtbedrijf ter wereld), samen met zijn ex-vrouw, Mieke De Clerck (de dochter van textielmagnaat Roger De Clerck).
Hij is de kleinzoon van Maurice Santens en de achterkleinzoon van Jean Bouckaert. Hij is de schoonbroer van Baron Philippe Vlerick en Piet Dossche, de stichter en CEO van US Floors.

## Palmares

### 2012
- 10e Olympische Spelen in Londen (Groot-Brittannië) (Landenteams)

### 2007
- 4e EK in Pratoni del Vivaro, Italië (Landenteams)
- 18e EK in Pratoni del Vivaro, Italië (Individueel)

### 2006
- 12e Wereldruiterspelen in Aachen, Duitsland (Landenteams)
- 52e Wereldruiterspelen in Aachen, Duitsland (Individueel)

### 2005
- 6e EK in Woodstock, Groot-Brittannië (Landenteams)
- 41e EK in Woodstock, Groot-Brittannië (Individueel)

### 2003
- EK in Punchestown, Ierland (Landenteams)
- 14e EK in Punchestown, Ierland (Individueel)

### 2000
- 9e Olympische Spelen in Sydney (Australië) (Landenteams)

### 1999
- EK in Luhmühlen, Duitsland (Landenteams)

### 1998
- 30e Wereldspelen in Rome, Italië (Individueel)